# Louis Vuitton
Công ty Louis Vuitton (được biết đến nhiều hơn dưới tên gọi đơn giản là Louis Vuitton) là một công ty và nhãn hiệu thời trang xa xỉ của Pháp, có trụ sở tại Paris, Pháp. Đây là một ban của công ty cổ phần Pháp LVMH Louis Vuitton Moët Hennessy S.A. Công ty được đặt tên theo tên người sáng lập ra hãng là Louis Vuitton (4 tháng 8 năm 1821-27 tháng 2 năm 1892), người đã thiết kế và sản xuất hành lý như một Malletier trong nửa sau của thế kỷ 19.

## Sản phẩm
Công ty này sản xuất các mặt hàng da thuộc, thời trang, prêt-à-porter, trang sức. Nhiều sản phẩm của công ty sử dụng nhãn hiệu với chất liệu màu nâu Damier và Monogram Canvas, cả hai được sử dụng lần đầu cuối thế kỷ 19. Tất cả các sản phẩm của công ty sử dụng các chữ viết tắt LV.
Công ty này có hệ thống các cửa hiệu khắp thế giới, cho phép nó kiểm soát được chất lượng và giá cả sản phẩm của mình, tránh hàng giả, hàng nhái lọt vào các kênh phân phối của mình. Mỉa mai thay, Louis Vuitton đã trở thành thương hiệu thời trang bị làm giả nhiều nhất trong lịch sử thời trang, với chỉ hơn 1% có logo Vuitton là không bị làm giả.

## Tiểu sử Louis Vuitton

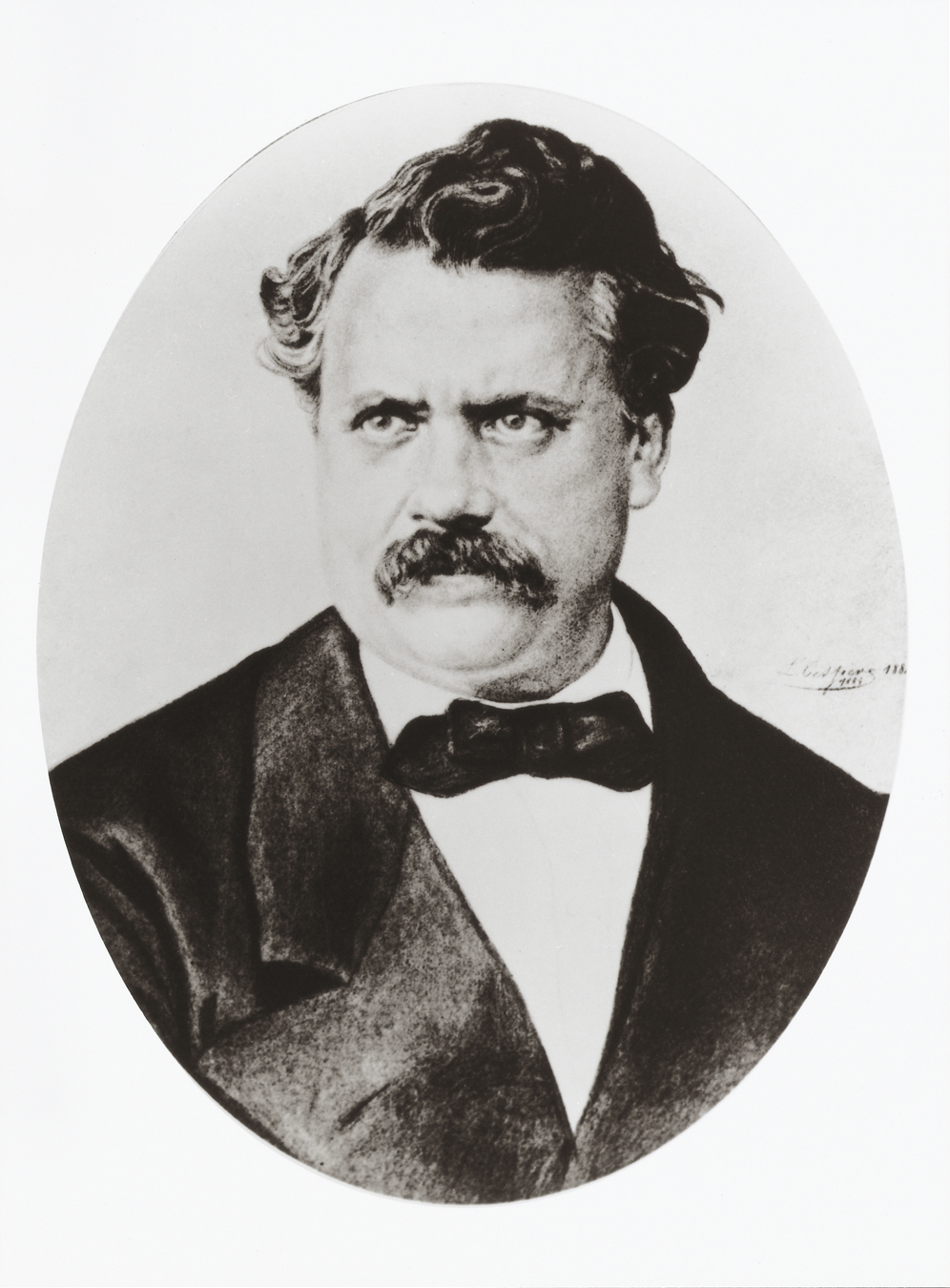
Louis Vuitton (1821-1892)

Louis Vuitton (4/8/1821 – 27/3/1892) nhà sáng lập công ty cùng tên, sinh tại Jura, Pháp (giờ thuộc Lavans-sur-Valouse). Vào năm 1835, ông đi bộ từ Jura đến Paris. Suốt chuyến hành trình dài hơn 400 km, ông làm đủ mọi nghề nhỏ nhặt từ người thợ đóng hòm cho đến người quản gia xuất chúng để chi trả chi phí. Suốt quá trình trải nghiệm, ông tích lũy được những kiến thức chuyên ngành, hiểu rõ điều gì tạo nên chiếc túi xách du lịch chất lượng tốt. Chính từ đó ông bắt đầu tự thiết kế túi xách cho mình, tạo lập nên nền tảng của thương hiệu LV.

## Lịch sử phát triển
Cuối thế kỷ 19, Louis Vuitton là cửa hàng bán lẻ rương và túi xách, hành lý. Bước vào thế kỷ 20, công ty mở rộng địa điểm và đạt được thành công về doanh thu. Vào giữa thập kỷ, LV tiến vào thị trường thế giới, gắn liền với chữ ký Monogram Canvas (ví và túi xách tay). Sự liên kết này đã dẫn đến sự thành lập LVMH và trở thành một bước ngoặt lịch sử. Từ đó, LV dần đạt được hình ảnh về một nhãn hiệu sang trọng ngày nay.
Những nhân vật xuất chúng nhận được hàng đặt độc quyền của LV bao gồm nhà thám hiểm Pierre Savorgnan de Brazza, người đã đặt hàng yêu cầu kết hợp bộ giường tủ của công ty, và nhạc trưởng người Mỹ Leopold Stokowski

### 1854 đến 1892

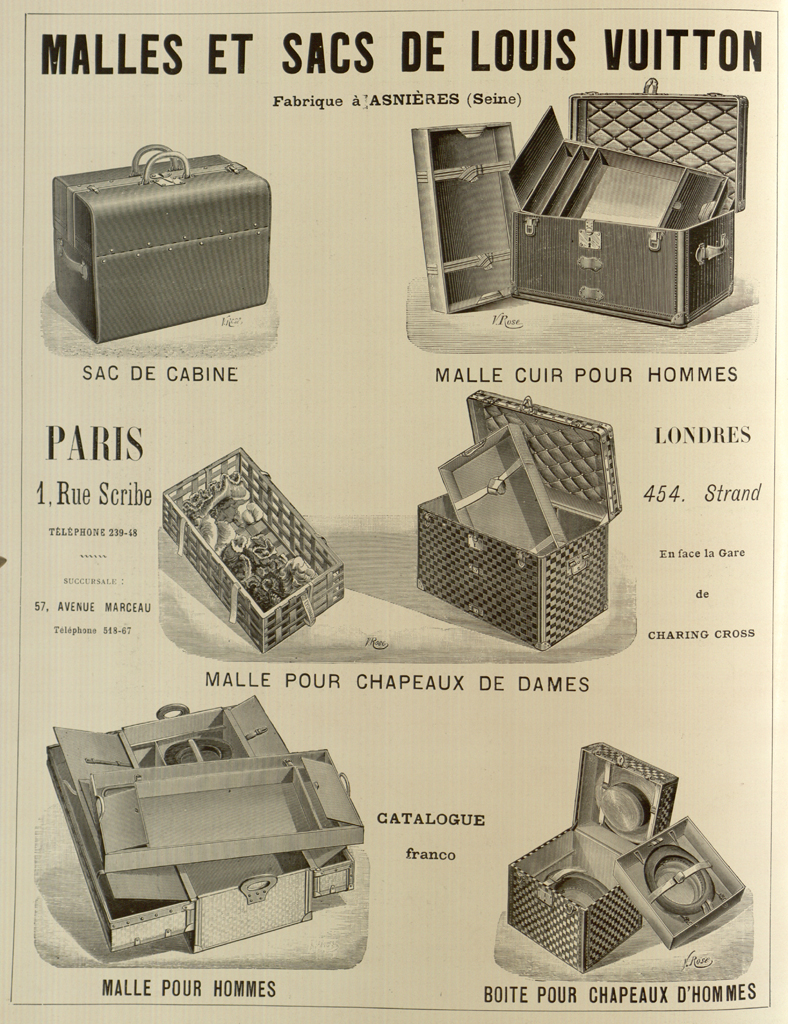
Quảng cáo năm 1898.

Malletier a paris được thành lập bởi Monsieur Vuitton tại Paris vào năm 1854. Năm 1858, Monsieur Vuitton ra mắt chiếc rương đáy bằng với chất liệu vải bạt (flat-bottom trunks with trianon canvas) (nhẹ và kín gió).Nhanh chóng thành công và thu được uy tín, rất nhiều nhà sản xuất túi xách đã bắt chước phong cách thiết kế của Louis.
Năm 1867, LV tham gia vào triển lãm thời trang thế giới tại Paris. Năm 1876, Louis thay đổi thiết kế sang viền màu be và nâu để chống lại những hàng nhái thiết kế của ông. Năm 1885, LV mở cửa hàng đầu tiên tại đường Oxford, London của Anh. Ngay sau đó, trước những thiết kế giả mạo hàng loạt diễn ra, mô hình Damier Canvas được Louis thành lập, với khẩu hiệu "thương hiệu L.Vuitton". Năm 1892, Louis Vuitton qua đời, quyền lãnh đạo công ty được chuyển cho con trai ông là Georges Vuitton.

### 1893 đến 1936

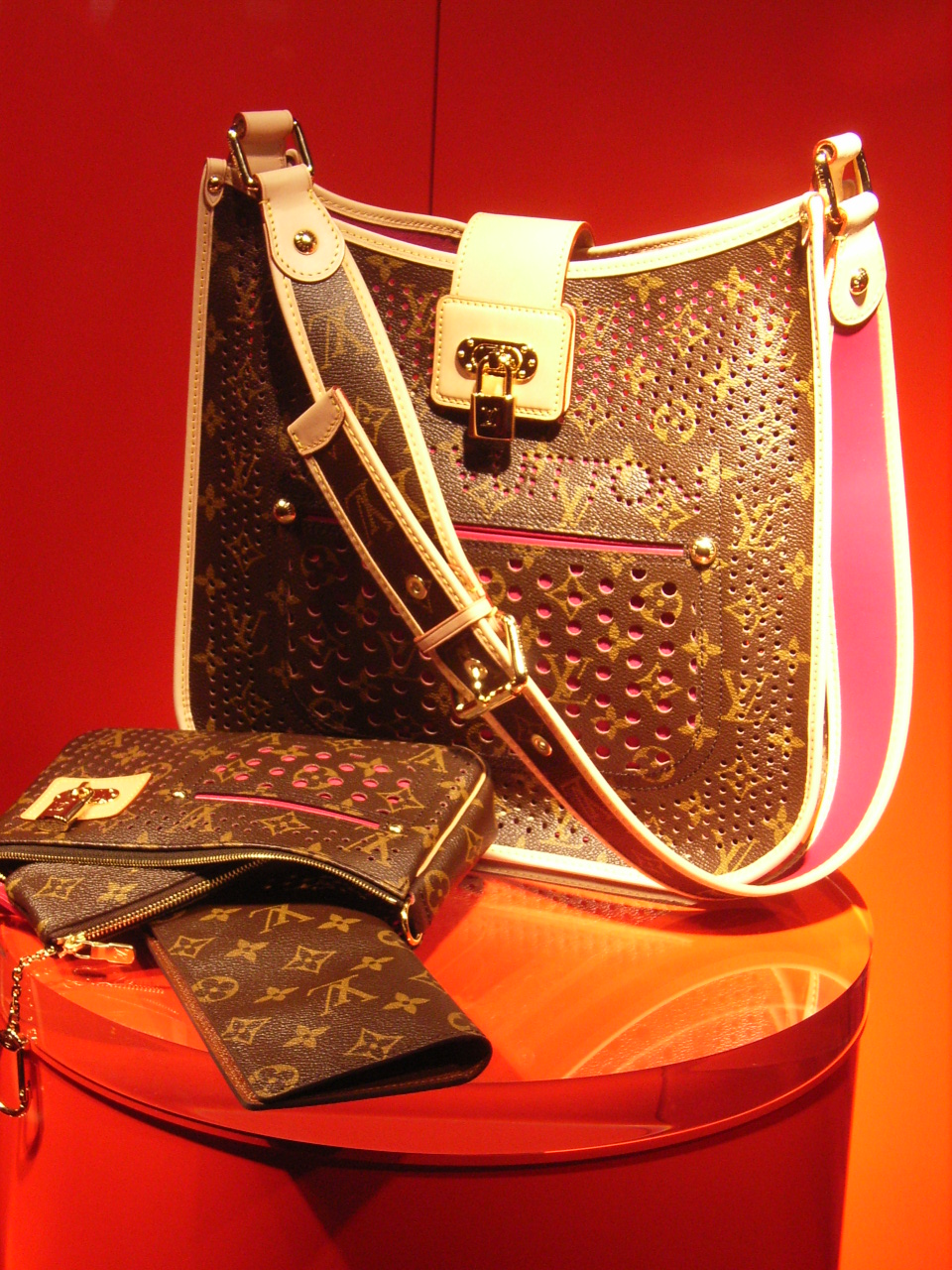
Túi Louis Vuitton tại Hồng Kông

Sau khi cha qua đời, Georges Vuitton bắt đầu chiến dịch đưa công ty ra thị trường toàn cầu, tổ chức triển lãm các sản phẩm của LV tại Hội chợ Thế giới Chicago vào năm 1893. Năm 1896, công ty quảng bá và lấy bằng sáng chế quốc tế cho huyền thoại Monogram Canvas. Đó được coi là một nỗ lực thành công trong việc ngăn chặn sản phẩm nhái thương hiệu. Cùng năm đó, Georges dừng chân tại Mỹ trong tour hành trình tới New York, Philadelphia và Chicago để quảng bá sản phẩm. Năm 1901, LV tung ra sản phẩm Steamer bag – một mẫu túi xách cầm tay được thiết kế để bên trong túi xách du lịch của Vuitton.
Năm 1930, tòa nhà của Louis Vuitton chính thức mở cửa tại Champs-Elysees – là cửa hiệu bán sản phẩm du lịch lớn nhất thế giới tại thời điểm đó. Các cửa hiệu khác cũng được khai trương tại New York, Bombay, Washington, D.C., London, Alexandria, và Buenos Aires khi Chiến tranh thế giới lần I bắt đầu. Sau đó, túi Keepall được ra mắt. Trong năm 1932, LV tung ra túi Noé – loại túi ban đầu được làm để phục vụ nhu cầu vận chuyển của người buôn rượu. Rất nhanh sau đó, túi Speedy đã được LV giới thiệu (cả hai sản phẩm này đều được sản xuất đến ngày nay). Năm 1936, Georges Vuitton qua đời, để lại quyền quản lý cho con trai ông - Gaston-Louis Vuitton.

### 1930 đến 2000

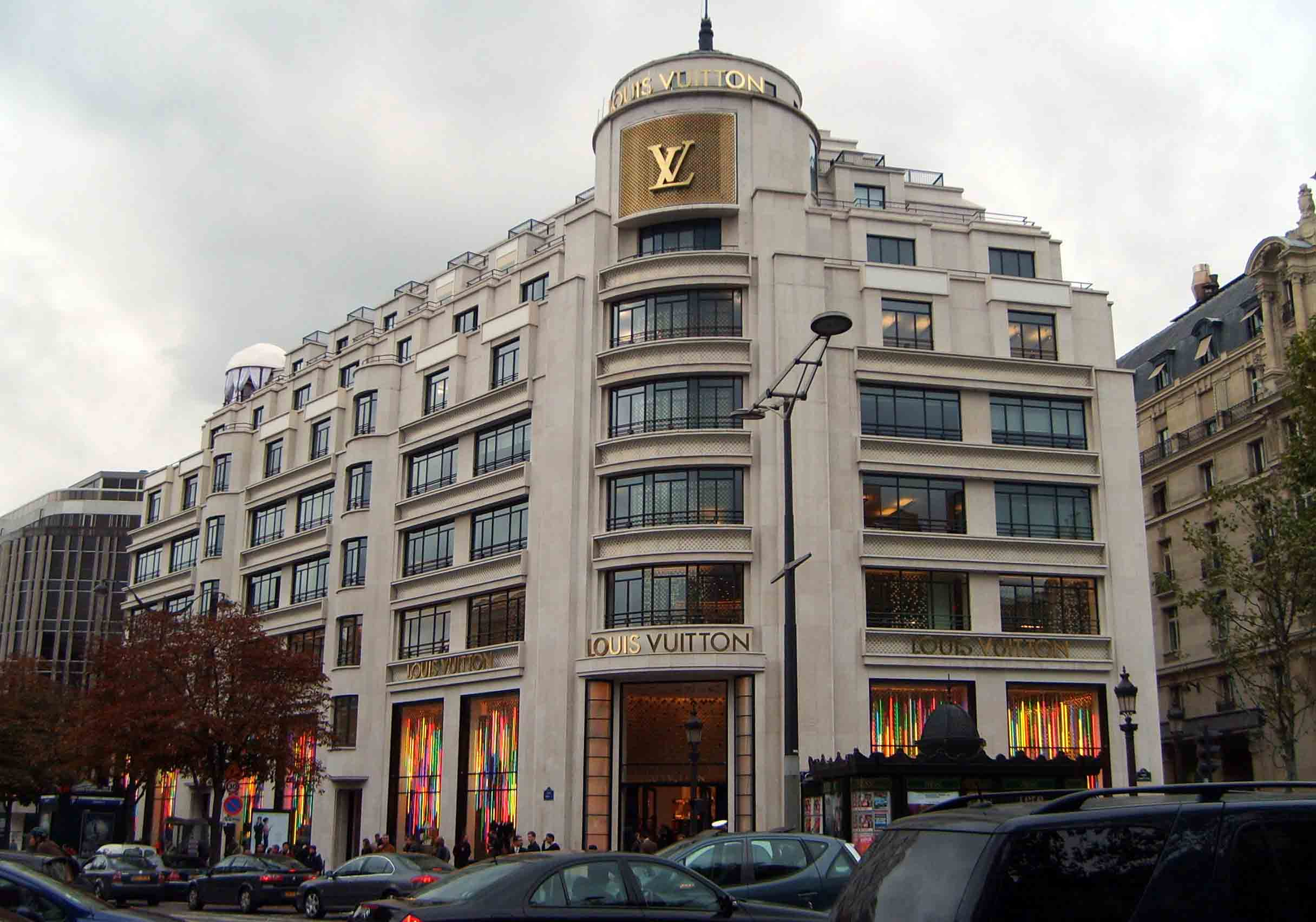
Trụ sở Louis-Vuitton tại Đại lộ Champs-Élysées, Paris

Trong giai đoạn này, diện mạo của chất liệu da đã được tận dụng từ chiếc ví cầm tay cho đến những chiếc túi xách. Với mục tiêu đa dạng sản phẩm, LV tân trang dòng chữ Monogram Canvas vào năm 1963. Người ta cho rằng trong những năm 60, hàng giả đã trở lại và trở thành một vấn nạn hoành hành tới tận thế kỷ 21. Năm 1966, sản phẩm Papillon được tung ra thị trường (loại túi xách hình trụ phổ biến tới tận ngày nay). Vào 1977, LV sở hữu 2 cửa hàng với doanh thu lên tới 70 triệu Francs (khoảng 10 triệu USD). Chỉ một năm sau (1978), của hiệu đầu tiên tại Nhật (Tokyo và Osaka). 1983, Louis Vuitton mở rộng sự có mặt của mình tại châu Á bằng sự ra mắt cửa hiệu tại Đài Bắc, Đài Loan và Seoul, Hàn Quốc vào 1984. Một năm sau,(1985) dòng da Epi được tung ra thị trường.

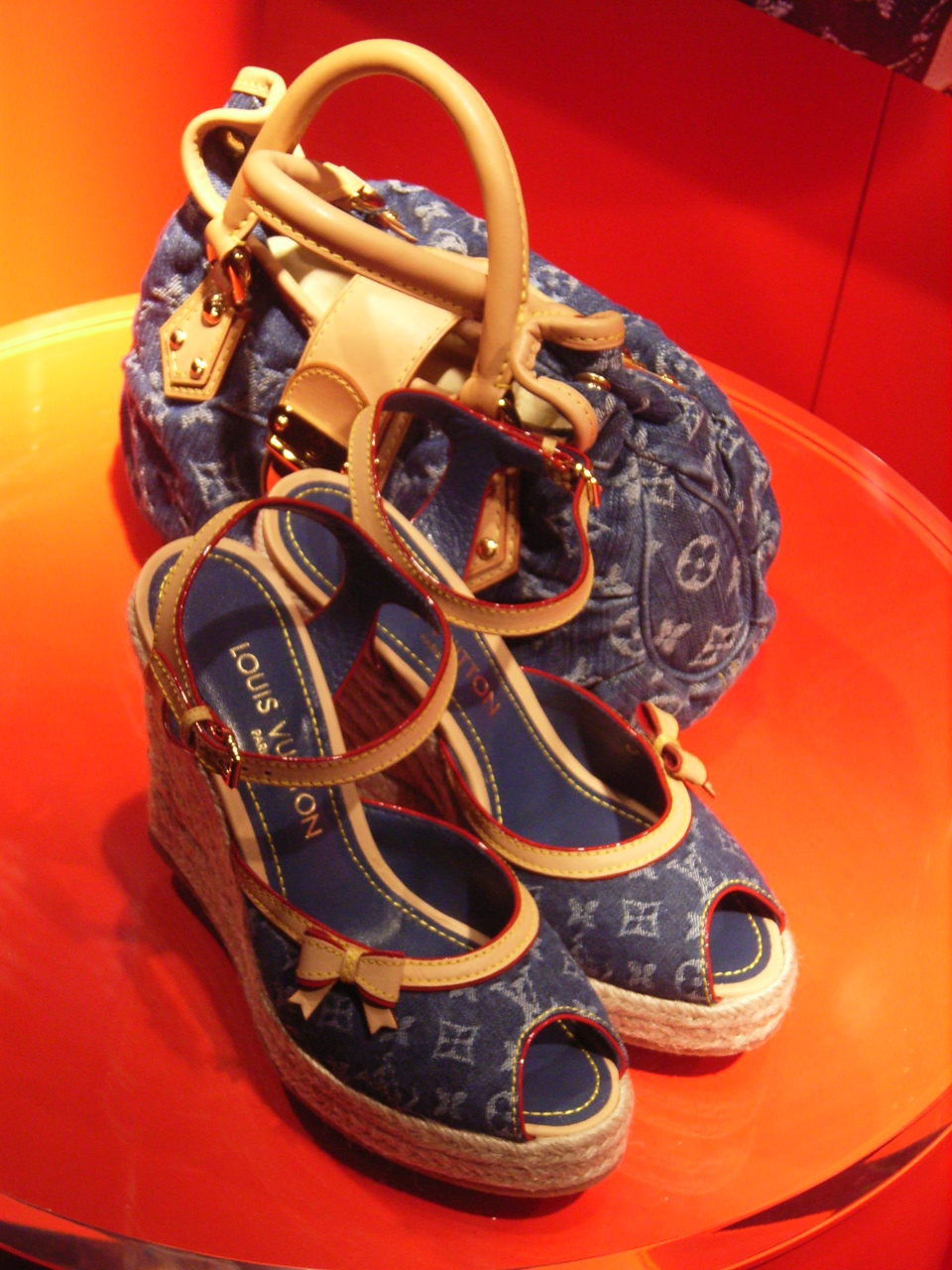
Túi và giày LV tại Hồng Kông

Năm 1987 chứng kiến sự ra đời của LVMH, Moët et Chandon và Hennessy, lần lượt dẫn đầu thương hiệu Sâm panh và Brandy, sáp nhập với Louis tạo nên dòng thương hiệu hàng cao cấp. Theo báo cáo, lợi nhuận năm 1988 tăng tới 49% so với 1987. Tính đến 1989, Louis Vuitton vận hành 130 cửa hiệu trên toàn thế giới. Bước vào những năm 90, Yves Carcelle trở thành chủ tịch của LV. Năm 1992, thương hiệu LV đặt chân đến Trung Quốc tại khách sạn Palace, Bắc Kinh. 1996, lễ kỷ niệm 100 năm dòng Monogram Cavas được tổ chức tại 7 nước trên thế giới.
Sau khi giới thiệu bộ sưu tập bút năm 1997, Marc Jacobs được mời làm Giám đốc nghệ thuật của LV (1998). Tháng 3 năm sau, ông đưa ra dòng sản phẩm thời trang nam nữ prêt-à-porter... Cùng năm đó, Monogram Vernis và Louis Vuitton City Guide được tung ra. Sự kiện cuối cùng của thế kỷ 20 là sự ra đời của dòng sản phẩm monogram (1999), mở cửa hàng đầu tiên tại châu Phi (2000) cuối cùng là phiên đấu giá tại Liên hoan Phim Quốc tế tại Venezia, Ý.

### 2001 đến nay

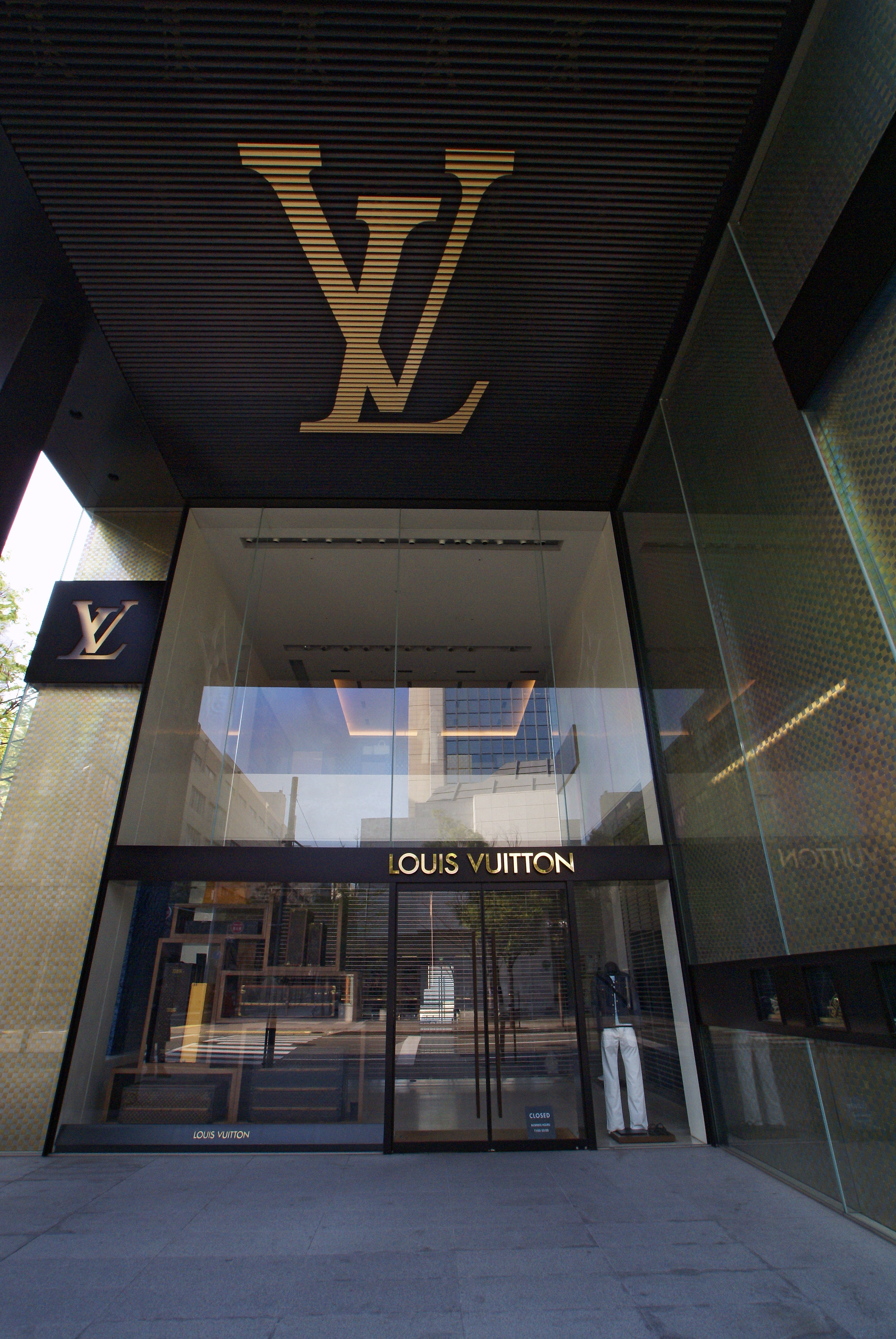
hai chữ lồng LV trên nóc cửa hàng tại Kobe, Nhật Bản

- Năm 2001: Stephen Sprouse, cộng tác cùng Marc Jacobs cho ra dòng sản phẩm túi Louis số lượng có hạn với mẫu chữ graffiti lồng vào nhau. Jacobs cũng tung ra bộ vòng tay - bộ sưu tập trang sức đầu tiên của LV trong cùng năm đó.
- Năm 2002: tòa nhà LV tại Tokyo chính thức khai trương.
- Năm 2003: cửa hiệu tại Moskva (Nga) và New Delhi (Ấn Độ) mở cửa.
- Năm 2004: Louis Vuitton kỷ niệm sinh nhật lần thứ 150 trên khắp thế giới. Trong năm này, LV tuyên dương các cửa hiệu tại New York, Sao Paulo và Johannesburg, mở cửa hàng đầu tiêu tại Thượng Hải.
- Năm 2005: Cửa hàng Champs-Élysées của Louis Vuitton mở trở lại (từng nổi danh là cửa hàng LV lớn nhất thế giới) và tung ra bộ sưu tập đồng hồ Speedy
- Năm 2006: LV khánh thành Espace Louis Vuitton và xuất bản sách "Louis Vuitton Icons"

Tại Việt Nam, Louis Vuitton đã có hai cửa hàng đại lý tại Hà Nội (năm 1997) và Thành phố Hồ Chí Minh (năm 2007).